# Дейзи
Дейзи (на английски: daisy) е коктейл с ниско съдържание на алкохол и задължително с вкус на гренадин. Приготвя се в шейкър с натрошен лед, гренадин, алкохолна напитка и лимонов сок. В някои случаи може да се използва ликьор, вместо високоалкохолна напитка. След разбиването готовата напитка се прецежда в чаша champagne saucer и се гарнира с различни по цвят и вкус плодове – ягоди, малини, праскови и други. Чашата се долива по желение със сода или шампанско.

## Примерна рецепта
- ирланско уиски
- лимонов сок
- ябълков сок
- захарен сироп
- лед